# 护国双关帝庙
护国双关帝庙是位于中国北京市西城区西四北大街167号、甲167号的一座道观。

## 历史
护国双关帝庙建于金朝大定年间（1161年至1189年）。该庙原有元朝泰定元年（1324年）李用所立《义勇武安王碑》，由翰林院侍读学士臣阿尔威撰文。据元朝泰定三年（1326年）所立的吴律《汉义勇武安王祠记》记载，都城西市旧有庙，殿久失修，元泰定二年（1325年）由泰定帝及皇后捐资重修。明朝正统十年（1444年），该庙重建。后来，又先后于明朝弘治十五年（1502年）、嘉靖十九年（1540年）、清朝顺治十八年（1661年）、康熙三十九年（1700年）重修。
庙内元朝、明朝石碑于1980年代被北京石刻艺术博物馆收藏。该庙现为民居。

## 建筑
该庙坐西朝东。自东向西依次为：
- 山门：一间。山门石券门上书“护国双关帝庙”。
- 正殿：三间（前出轩）。通进深7.20米，通面阔10.20米，单昂三踩斗拱，歇山调大脊，出轩为悬山箍头脊筒瓦顶。殿内原供奉泥塑关羽坐像以及漆胎岳飞像，现已无存。
  - 钟楼、鼓楼：位于正殿前左右两侧。
- 后殿：三间。